# 말이라 불리운 사나이
《말이라 불리운 사나이》(A Man Called Horse)는 미국에서 제작된 엘리엇 실버스틴 감독의 1970년 드라마, 서부 영화이다. 리처드 해리스 등이 주연으로 출연했고, 샌디 하워드 등이 제작에 참여하였다. 흥행에 성공하여 1976년과 1983년에 2편의 후속작이 나왔다.

## 줄거리
수족에게 붙잡힌 백인 영국 귀족이 이들에게 동화되어 지도자 위치까지 오른다.

## 출연진

### 주연
- 리처드 해리스

### 조연
- 주디스 앤더슨
- 장 가스콩
- 더브 테일러
- 제임스 개먼
- 윌리엄 조던
- 에디 리틀 스카이
- 아이언 아이스 코디

## 기타 제작진
- 의상: 데니스 린턴 클라크